# Hésychios de Milet
Pour les articles homonymes, voir Hésychios.
Hésychius ou Hésychios de Milet (en grec Ἡσύχιος ὁ Μιλήσιος) est un historien et biographe de langue grecque qui a vécu au VIe siècle, notamment sous le règne de l'empereur Justinien. Il est également appelé Hesychius Illustrius en latin, Ἡσύχιος ό Ίλλούστριος en grec, ce qui correspond à un rang honorifique de haut fonctionnaire. On sait par l'article de la Souda qui lui est consacré qu'il était fils d'un avocat (σχολαστικός).

## Œuvre
Il fut l'auteur de trois ouvrages importants, dont les deux premiers ici présentés sont le sujet du codex 69 de la Bibliothèque de Photius :
- un ouvrage historique intitulé Histoire romaine et générale (Ίστορία Ρωμαική τε καί Παντοδαπή), en six livres, qui racontait l'histoire du monde, et particulièrement des Romains, depuis le temps de Bélus, fondateur mythique du royaume d'Assyrie, jusqu'à la mort de l'empereur Anastase en 518 (livre I : jusqu'à la guerre de Troie ; livre II : jusqu'à la fondation de Rome ; livre III : jusqu'à l'expulsion des rois de Rome ; livre IV : jusqu'à l'établissement de la dictature de Jules César ; livre V : jusqu'à l'érection de Constantinople comme nouvelle capitale par Constantin ; livre VI : jusqu'à la mort d'Anastase). Il reste principalement de cet ouvrage un long fragment, tiré sans doute du début du livre VI, qui raconte l'histoire de Byzance avant sa refondation par Constantin (intégré dans le recueil des Patria de Constantinople) ;
- une histoire inachevée de la période suivant la mort d'Anastase (règne de Justin Ier et début de celui de Justinien), qui était donc la continuation de l'ouvrage précédent, mais que l'auteur, selon Photius, interrompit brusquement à cause de la mort de son fils. Il ne reste rien de cet ouvrage ;
- un dictionnaire biographique des écrivains et artistes classés par catégories, intitulé en grec Όνοματολόγος (le « Nomenclateur ») ou le Catalogue des hommes célèbres dans le domaine de la culture, un ouvrage inspiré, entre autres, de Denys d'Halicarnasse le Jeune et de Philon de Byblos. Cet ouvrage est perdu comme tel, mais un abrégé un peu modifié (remplacement des catégories par l'ordre alphabétique, ajout d'auteurs chrétiens de l'Antiquité tardive et du haut Moyen Age) en fut établi au IXe siècle (vers le temps de l'empereur Théophile, d'après ce qu'on peut deviner de son contenu). Cet abrégé, également perdu comme tel, a été l'une des principales sources de la Souda, qui lui doit la plupart de ses notices biographiques, de l'aveu même de l'auteur dans son article consacré à Hésychius. Cet ouvrage comprend aussi une Vie d'Aristote —publiée par Gilles Ménage en 1663 (et dite pour cette raison la Vita Menagiana)— qui se termine par une liste des œuvres d'Aristote, assez semblable à celle établie par Diogène Laërce dans le catalogue des œuvres d'Aristote[1].

Photius vante chez cet auteur l'élégance du style, la clarté du récit et des descriptions, la véracité du compte-rendu.
Il ne faut pas confondre Hésychius de Milet avec Hésychius d'Alexandrie, qui a vécu également dans l'Antiquité tardive (Ve siècle ?) et qui est l'auteur du Glossaire d'Hésychius, un répertoire alphabétique des mots rares, et aussi des proverbes, qui sont employés par les auteurs antiques depuis Homère jusqu'à l'époque classique.

## Édition des fragments
- Carl W. Müller, Fragmenta historicorum Graecorum, IV, p. 142, Paris, 1851.
- Theodor Preger, Scriptores originis Constantinopolitanae, I, 1901.